# Michael Schoepperl
Michael Schoepperl (* 14. Juni 1964) ist ein deutscher Journalist.
Schoepperl besuchte das Albrecht-Altdorfer-Gymnasium in Regensburg. Er studierte Wirtschaftswissenschaften, Politik, und Journalistik. Seit 1986 arbeitet er als Journalist. Zunächst war er als Redakteur, Chefreporter und Ressortleiter unter anderem beim Spandauer Volksblatt, bei der Mittelbayerischen Zeitung und der B.Z. in Berlin tätig. Von Berlin wechselte er als Ressortleiter zu den Lübecker Nachrichten  und wurde 2002 zum stellvertretenden Chefredakteur berufen. Im Mai 2004 wurde er als Nachfolger von Friedrich Kraft Chefredakteur des Donaukuriers in Ingolstadt. Im selben Jahr löste ihn Michael Schmatloch in diesem Amt ab.
Schoepperl ist seit 2006 Geschäftsführer einer Agentur für Kommunikation und Medienberatung in Berlin.